# Столітня лампа
«Столітня лампа» (англ. Centennial Light або Centennial Light Bulb) — лампа розжарювання, яка перебуває в пожежній частині міста Лівермор, Каліфорнія і, за деякими даними, світиться з 1901 року до теперішнього часу з невеликими перервами. Вважається, що незвично високий ресурс лампі забезпечила в основному робота на малій потужності, при дуже низькому ККД.
Завдяки своїй довговічності «Столітня лампа» була занесена в Книгу рекордів Гіннеса і іноді наводиться як доказ існування планованого старіння ламп розжарювання пізнішого виробництва. Лампа постійно записується на відео за допомогою спеціально встановленої вебкамери, і відеозапис транслюється онлайн на офіційному сайті.

## Історія
«Столітня лампа» вироблена «The Shelby Electric Company», Шелбі, штат Огайо, США. Лампочка розрахована на 110 вольт, потужність лампочки 16 свічок, що орієнтовно складає 30 ват споживання. На сьогодні вона підключена до джерела напруги 56 вольт, що з урахуванням збільшення опору нитки розжарення, при зменшенні температури становить близько 8 ват, приблизно як нічні лампи.
Її незвичайне довголіття вперше помітив в 1972 році репортер Майк Дунстан (англ. Mike Dunstan), розмовляючи зі старожилами Лівермора. Він написав в місцевій газеті «Tri-Valley Herald», що лампа може бути найстарішою в світі. Дунстан звернувся до Книги рекордів Гіннеса, журнал «Ripley's Believe It or Not!» і американської корпорації General Electric для реєстрації лампи як найбільш довговічною.
За відомостями Дунстана, лампа використовувалася як мінімум в чотирьох місцях. Спочатку вона була встановлена в приміщенні пожежного відділу в 1901 році, а потім перенесена в гараж в центрі міста Лівермор, який належав пожежному та поліцейському відділам. Коли пожежні відділи були об'єднані, лампа була перенесена ще раз, тепер вже у новозбудовану будівлю муніципалітету, куди перевели пожежний департамент. У 1976 році пожежна частина переїхала в іншу будівлю. «Столітню лампу» зняли, обрізавши провід, так як існувало побоювання, що викручування може привести до її пошкодження.
За відомостями офіційного сайту, лампа була відімкнена від електроживлення всього на 22 хвилини, коли відбулася церемонія передачі, при цьому вона перебувала в спеціально розробленій коробці і з повним супроводом з пожежних машин. Журнал «Ripley's Believe It or Not!» зробив заяву, що невелика вимушена перерва в роботі лампи не вплине на рекорд тривалості безперервного горіння. Крім відімкнення на час переїзду, були і інші короткі перерви в її роботі - наприклад, протягом тижня в 1937 році для ремонту, а також під час випадкових відключень живлення.
Ввечері 20 травня 2013 року, вже будучи під наглядом вебкамери, лампа погасла, проте було визначено, що лампа не перегоріла, коли джерело безперебійного живлення, що живило її, був замінений подовжувачем. Приблизно через сім годин лампа знову загорілася.
Зараз «Столітня лампа» знаходиться під наглядом спеціального «Комітету Столітньої лампи» (англ. Centennial Light Bulb Committee) та інших місцевих організацій. За задумом Ліверморської пожежної служби, свічення лампи буде підтримуватися, поки вона не перегорить.

## Популярність
«Столітня лампа» була офіційна включена в Книгу рекордів Гіннесса як «найбільш довговічне світло» в 1972 році, зайнявши місце іншої лампи в місті Форт-Уерт, штат Техас. У 2010 році вийшов французько-іспанський документальний фільм «Змова навколо лампи» (англ. The Light Bulb Conspiracy) на тему «запланованого старіння». Лампі приділили увагу деякі великі канали новин США, в тому числі CBS і NPR. Лампа була показана в епізоді «Руйнівників міфів» 13 грудня 2006.